# Mistrovství Evropy v judu 2016 – muži – polotěžká váha (-100 kg)
Zápasy v judu na mistrovství Evropy v kategorii polotěžkých vah mužů proběhly v Kazani, 23. dubna 2016.

## Finále
| finále         |           |
| -------------- | --------- |
| Henk Grol      | Henk Grol |
| Toma Nikiforov | Henk Grol |

## Opravy / O bronz
Poražení čtvrtfinalisté se utkávají mezi sebou v opravách. Vítězové oprav následně vyzvou poražené semifinalisty v boji o bronzovou medaili.
| opravy             | o bronz              |                   |
| ------------------ | -------------------- | ----------------- |
| Elmar Gasimov      | Elmar Gasimov        | Grigorij Minaškin |
| Jevgenij Borodavko | Elmar Gasimov        | Grigorij Minaškin |
|                    | Grigorij Minaškin    | Grigorij Minaškin |
| Ben Fletcher       | Michael Korrel       | Michael Korrel    |
| Michael Korrel     | Michael Korrel       | Michael Korrel    |
|                    | Christoph Kronberger | Michael Korrel    |

## Pavouk
|   | 1/32                 | 1/16                 | čtvrtfinále          | semifinále           | finále         |
| - | -------------------- | -------------------- | -------------------- | -------------------- | -------------- |
| A | volný los            | Elmar Gasimov        | Elmar Gasimov        | Henk Grol            | Henk Grol      |
| A | volný los            | Elmar Gasimov        | Elmar Gasimov        | Henk Grol            | Henk Grol      |
| A | Artem Blošenko       | Artem Blošenko       | Elmar Gasimov        | Henk Grol            | Henk Grol      |
| A | Nijaz Bilalov        | Artem Blošenko       | Elmar Gasimov        | Henk Grol            | Henk Grol      |
| A | Henk Grol            | Henk Grol            | Henk Grol            | Henk Grol            | Henk Grol      |
| A | Patrik Moser         | Henk Grol            | Henk Grol            | Henk Grol            | Henk Grol      |
| A | Beka Gvinijašvili    | Beka Gvinijašvili    | Henk Grol            | Henk Grol            | Henk Grol      |
| A | Domenico Di Giuida   | Beka Gvinijašvili    | Henk Grol            | Henk Grol            | Henk Grol      |
| B | volný los            | Dmitrij Peters       | Christoph Kronberger | Christoph Kronberger | Henk Grol      |
| B | volný los            | Dmitrij Peters       | Christoph Kronberger | Christoph Kronberger | Henk Grol      |
| B | Karim Gharbi         | Christoph Kronberger | Christoph Kronberger | Christoph Kronberger | Henk Grol      |
| B | Christoph Kronberger | Christoph Kronberger | Christoph Kronberger | Christoph Kronberger | Henk Grol      |
| B | volný los            | Martin Pacek         | Jevgenij Borodavko   | Christoph Kronberger | Henk Grol      |
| B | volný los            | Martin Pacek         | Jevgenij Borodavko   | Christoph Kronberger | Henk Grol      |
| B | Danilo Pantić        | Jevgenij Borodavko   | Jevgenij Borodavko   | Christoph Kronberger | Henk Grol      |
| B | Jevgenij Borodavko   | Jevgenij Borodavko   | Jevgenij Borodavko   | Christoph Kronberger | Henk Grol      |
| C | volný los            | Lukáš Krpálek        | Grigorij Minaškin    | Grigorij Minaškin    | Toma Nikiforov |
| C | volný los            | Lukáš Krpálek        | Grigorij Minaškin    | Grigorij Minaškin    | Toma Nikiforov |
| C | Grigorij Minaškin    | Grigorij Minaškin    | Grigorij Minaškin    | Grigorij Minaškin    | Toma Nikiforov |
| C | Stefan Jurišić       | Grigorij Minaškin    | Grigorij Minaškin    | Grigorij Minaškin    | Toma Nikiforov |
| C | Adlan Bisultanov     | Elchan Mammadov      | Ben Fletcher         | Grigorij Minaškin    | Toma Nikiforov |
| C | Elchan Mammadov      | Elchan Mammadov      | Ben Fletcher         | Grigorij Minaškin    | Toma Nikiforov |
| C | Jakub Wojcik         | Ben Fletcher         | Ben Fletcher         | Grigorij Minaškin    | Toma Nikiforov |
| C | Ben Fletcher         | Ben Fletcher         | Ben Fletcher         | Grigorij Minaškin    | Toma Nikiforov |
| D | volný los            | Cyrille Maret        | Michael Korrel       | Toma Nikiforov       | Toma Nikiforov |
| D | volný los            | Cyrille Maret        | Michael Korrel       | Toma Nikiforov       | Toma Nikiforov |
| D | Michael Korrel       | Michael Korrel       | Michael Korrel       | Toma Nikiforov       | Toma Nikiforov |
| D | Frederik Jørgensen   | Michael Korrel       | Michael Korrel       | Toma Nikiforov       | Toma Nikiforov |
| D | Toma Nikiforov       | Toma Nikiforov       | Toma Nikiforov       | Toma Nikiforov       | Toma Nikiforov |
| D | Miklós Cirjenics     | Toma Nikiforov       | Toma Nikiforov       | Toma Nikiforov       | Toma Nikiforov |
| D | Zlatko Kumrić        | Zlatko Kumrić        | Toma Nikiforov       | Toma Nikiforov       | Toma Nikiforov |
| D | Denis Tachii         | Zlatko Kumrić        | Toma Nikiforov       | Toma Nikiforov       | Toma Nikiforov |